# Dark Necessities
Dark Necessities è un singolo del gruppo musicale statunitense Red Hot Chili Peppers, pubblicato il 5 maggio 2016 come primo estratto dall'undicesimo album in studio The Getaway.

## Video musicale
Il video musicale, diretto da Olivia Wilde, mostra il gruppo che balla e suona in una casa. Oltre alle varie parti comiche del video come quella in cui Flea suona il basso in "mutande e calzini" dentro al lavello di una cucina sozza e piena di piatti da lavare, si vedono scene in cui delle ragazze (Carmen Shafer, Amanda Caloia, Amanda Powell, e Noelle Mulligan) vanno in skateboard in varie zone di Los Angeles, compiendo azioni piuttosto spericolate, infatti una di loro cade; un'altra di loro con un accendino illumina un tatuaggio labiale e in un'altra scena una skater versa della birra sul ginocchio di quella che è caduta.

## Formazione
Gruppo
- Anthony Kiedis – voce
- Josh Klinghoffer – chitarra, cori
- Flea – basso, pianoforte
- Chad Smith – batteria

Altri musicisti
- Daniele Luppi – arrangiamento strumenti ad arco
- Peter Kent, Sharon Jackson – violini
- Briana Bandy – viola
- Armen Ksajikian – violoncello

## Successo commerciale
Il brano ha ottenuto buon successo nelle classifiche Billboard, diventando il 13º singolo del gruppo capace di raggiungere il primo posto nella Alternative Songs. È inoltre il loro 25º brano riuscito a entrare all'interno della Top 10, rendendo i Red Hot Chili Peppers la band musicale con il più alto numero di singoli arrivati in tale classifica, seguiti dagli U2 con 23 singoli.

## Classifiche
| Classifica (2016)               | Posizione massima |
| ------------------------------- | ----------------- |
| Australia                       | 52                |
| Austria                         | 48                |
| Belgio (Fiandre)                | 18                |
| Belgio (Vallonia)               | 55                |
| Canada                          | 51                |
| Francia                         | 45                |
| Germania                        | 47                |
| Giappone                        | 47                |
| Italia                          | 54                |
| Paesi Bassi                     | 60                |
| Regno Unito                     | 72                |
| Stati Uniti                     | 67                |
| Stati Uniti (adult alternative) | 1                 |
| Stati Uniti (alternative)       | 1                 |
| Stati Uniti (mainstream rock)   | 1                 |
| Stati Uniti (rock)              | 6                 |
| Stati Uniti (rock airplay)      | 1                 |
| Svizzera                        | 39                |